# Ron Underwood
Pour les articles homonymes, voir Underwood.
Ron Underwood (né le 6 novembre 1953  à Glendale, Californie, États-Unis) est un réalisateur, scénariste et producteur de cinéma américain.

## Filmographie partielle

### Comme réalisateur

#### Cinéma
- 1990 : Tremors
- 1991 : La Vie, l'Amour, les Vaches (City Slickers)
- 1993 : Drôles de fantômes (Heart and Souls)
- 1994 : Chérie, vote pour moi (Speechless)
- 1998 : Mon ami Joe (Mighty Joe Young)
- 2002 : Pluto Nash (The Adventures of Pluto Nash)
- 2003 : Stealing Sinatra
- 2005 : In the Mix

#### Télévision
- 1986 : The Mouse and the Motorcycle (TV)
- 1988 : Runaway Ralph (TV)
- 2003 : Monk (série TV) - 2 épisodes
- 2004 : Back When We Were Grownups (TV)
- 2006 : La Fille du Père Noël (Santa Baby) (TV)
- 2007 : Un fiancé pour Noël (Holiday in Handcuffs) (TV)
- 2011 : Trois jours avant Noël (Deck the Halls) (TV)

...
- 2016-2019 : Hawaii 5-0 (Hawaii Five-0) (série TV) - 4 épisodes
- 2018-2019 : Magnum (Magnum P.I.) (série TV) - 2 épisodes
- 2019-2021 : Evil (série TV) - 2 épisodes
- 2019-2023 : Fear the Walking Dead (série TV) - 5 épisodes
- 2021-2022 : Big Shot (série TV) - 4 épisodes
- 2022 : Tales of the Walking Dead (série TV) - 1 épisode
- 2022-2024 : La Brea (série TV) - 3 épisodes
- 2024 : Elsbeth (série TV) - 1 épisode

### Comme scénariste
- 1996 : Tremors 2 : Les Dents de la Terre (Tremors 2: Aftershocks) (vidéo)

### Comme producteur
- 1986 : Fou à tuer (Crawlspace) de David Schmoeller